# Alejandro Lago
Eduardo Alejandro Lago Correa (Montevideo, 28 giugno 1979) è un ex calciatore uruguaiano, di ruolo difensore.

## Carriera

### Club
Dopo gli inizi nel Centro Atlético Fénix, vince il campionato uruguaiano di calcio con il Penarol nel 2003. Si trasferisce nel Rosenborg nel 2005, insieme al più giovane Sebastián Eguren, ma a causa del poco spazio che si profilava per i due uruguaiani, viene programmato un trasferimento in prestito all'SK Brann, annullato l'8 febbraio 2006 per ragioni psicologiche riguardanti i due.
Nel febbraio 2006 viene comunque mandato in prestito al Club Atlético Bella Vista, in Uruguay, e successivamente all'IFK Göteborg, dal 1º luglio al 31 dicembre 2006. Nel gennaio del 2007 è tornato al Rosenborg. Il 17 gennaio 2012 è passato ai Montevideo Wanderers.

### Nazionale
Ha giocato 15 volte con la nazionale di calcio dell'Uruguay dal 2003 venendo incluso nella rosa per la Copa América 2004.

## Palmarès

### Club

#### Competizioni nazionali
- Campionato norvegese: 3

Rosenborg: 2006, 2009, 2010
- Superfinalen: 1

Rosenborg: 2010